# Финляндия на летних Олимпийских играх 1912
Несмотря на то, что в 1912 году Великое княжество Финляндское было частью Российской империи, на летних Олимпийских играх 1912 года в Стокгольме Финляндия выставила отдельную команду. Сборная состояла из 164 человек (162 мужчины, 2 женщины), которые приняли участие в 49 состязаниях по 10 видам спорта, и завоевали 26 медалей (9 золотых, 8 серебряных и 9 бронзовых), что вывело сборную на 4-е место в неофициальном командном зачёте. В связи с тем, что официальным флагом Великого княжества Финляндского был российский флаг, на церемонии открытия финская сборная предпочла идти под флагом хельсинкского шведскоязычного женского гимнастического клуба.

## Медалисты
| Медаль  | Спортсмен | Вид спорта            | Дисциплина                                                       |
| ------- | --- | --------------------- | ---------------------------------------------------------------- |
| Золото  | Ханнес Колехмайнен | Лёгкая атлетика       | Мужчины, 5 км                                                    |
| Золото  | Ханнес Колехмайнен | Лёгкая атлетика       | Мужчины, 10 км                                                   |
| Золото  | Ханнес Колехмайнен | Лёгкая атлетика       | Мужчины, кросс 12 км                                             |
| Золото  | Армас Тайпале | Лёгкая атлетика       | Мужчины, метание диска                                           |
| Золото  | Армас Тайпале | Лёгкая атлетика       | Мужчины, метание диска правой и левой руками                     |
| Золото  | Юлиус Сааристо | Лёгкая атлетика       | Мужчины, метание копья правой и левой руками                     |
| Золото  | Юрьё Саарела | Борьба                | Мужчины, греко-римская борьба, свыше 82,5 кг                     |
| Золото  | Эмиль Вяре | Борьба                | Мужчины, греко-римская борьба, до 67,5 кг                        |
| Золото  | Каарло Коскело | Борьба                | Мужчины, греко-римская борьба, до 60 кг                          |
| Серебро | Ханнес Колехмайнен Ялмари Эскола Албин Стенроос | Лёгкая атлетика       | Мужчины, командный кросс                                         |
| Серебро | Эльмер Никландер | Лёгкая атлетика       | Мужчины, метание диска правой и левой руками                     |
| Серебро | Юлиус Сааристо | Лёгкая атлетика       | Мужчины, метание копья                                           |
| Серебро | Вяйнё Сийканиеми | Лёгкая атлетика       | Мужчины, метание копья правой и левой руками                     |
| Серебро | Каарло Экхольм Эйно Форсстрём Ээро Юхо Хювяринен Микко Хювяринен Тауно Ильмониеми Ильмари Кейнянен Ялмари Кивенхеймо Карл Лунд Аарне Пельконен Ильмари Перная Арвид Рюдман Эйно Саастамойнен Аарне Саловаара Хейкки Саммаллахти Ханнес Сирола Клаус Суомела Лаури Таннер Вяйнё Тийри Каарло Вяхямяки Каарло Васама | Спортивная гимнастика | Мужчины, командное выступление со свободным выбором движений     |
| Серебро | Команда | Парусный спорт        | Мужчины, класс «10 м»                                            |
| Серебро | Ивар Бёхлинг | Борьба                | Мужчины, греко-римская борьба, до 82,5 кг                        |
| Серебро | Йохан Олин | Борьба                | Мужчины, греко-римская борьба, свыше 82,5 кг                     |
| Бронза  | Албин Стенроос | Лёгкая атлетика       | Мужчины, 10 км                                                   |
| Бронза  | Урхо Пелтонен | Лёгкая атлетика       | Мужчины, метание копья правой и левой руками                     |
| Бронза  | Эльмер Никландер | Лёгкая атлетика       | Мужчины, толкание ядра правой и левой руками                     |
| Бронза  | Макс Альфтан Эрик Хартвалль Ярл Хулльден Сигурд Юслен Эрнст Крогиус Эйно Санделин Йохан Силен | Парусный спорт        | Мужчины, класс «12 м»                                            |
| Бронза  | Артур Ангер Эмиль Линд Бертиль Талльберг Гуннар Талльберг Георг Вестлинг | Парусный спорт        | Мужчины, класс «8 м»                                             |
| Бронза  | Нестор Тойвонен | Стрельба              | Мужчины, одиночные выстрелы по «бегущему оленю», 100 м           |
| Бронза  | Нестор Тойвонен Аксель Лонден Эрнст Розенквист Ийвар Вяанянен | Стрельба              | Мужчины, одиночные выстрелы по «бегущему оленю» (команды), 100 м |
| Бронза  | Отто Ласанен | Борьба                | Мужчины, греко-римская борьба, до 60 кг                          |
| Бронза  | Альфред Асикайнен | Борьба                | Мужчины, греко-римская борьба, до 75 кг                          |

## Результаты соревнований

### Академическая гребля
Олимпийские соревнования по академической гребле проходили с 17 по 19 июля в центре Стокгольма в заливе Юргоргдсбруннсвикен. В каждом заезде стартовали две лодки. Победитель заезда проходил в следующий раунд, а проигравшие завершали борьбу за медали. Экипажи, уступавшие в полуфинале, становились обладателями бронзовых наград.
Мужчины
| Соревнование | Спортсмены    | Первый раунд               | Четвертьфинал        | Полуфинал            | Финал                | Место                |
| Соревнование | Спортсмены    | Соперник / Результат       | Соперник / Результат | Соперник / Результат | Соперник / Результат | Место                |
| ------------ | ------------- | -------------------------- | -------------------- | -------------------- | -------------------- | -------------------- |
| одиночки     | Алекс Хаглунд | CANЭ. Батлер П восемь длин | завершил выступление | завершил выступление | завершил выступление | завершил выступление |